# Alberto Ried Silva
Alberto Ried Silva (Santiago, Región Metropolitana de Santiago, 22 de febrero de 1885-ibídem, 5 de mayo de 1965) fue un escultor, escritor, cuentista y poeta chileno, miembro del grupo literario «Los Diez», y cónsul de su país en Francia.

## Biografía
Fue hijo de Gustavo Ried Canciani (Valparaíso, 1850-1927), fundador de la 5.ª Compañía de bomberos de Santiago, y de Irene Rosa Silva Palma. Nieto de Aquinas Ried, doctor, músico y fundador de la Segunda Compañía de Bomberos de Valparaíso. Se casó con Angelina (o Angélica) Matte Hurtado y más tarde con Balbina Miranda.
Estudió en el Liceo de Aplicación y prosiguió estudios de química industrial en la Universidad de Chile. Sin embargo, su verdadero interés estaba en el arte; estudió pintura y escultura en la Escuela de Bellas Artes y dibujó caricaturas para la revista Sucesos de Valparaíso. También fue corresponsal del diario La Nación en los Estados Unidos.
Ingresó a la 5.ª Compañía de bomberos de Santiago a los 18 años. En 1906, formó parte de un grupo de bomberos santiaguinos que auxiliaron en operaciones de rescate luego del terremoto de Valparaíso de dicho año. Posteriormente, en mayo de 1933, fundó el Cuerpo de Bomberos de Ñuñoa, del que fue su primer comandante.
Hizo gestiones para trasladar a su actual ubicación el monumento «Al dolor», creado en recuerdo de las víctimas del incendio de la Iglesia de la Compañía, abandonado en una calle del Cementerio General. También hizo instalar, en el cerro Santa Lucía en septiembre de 1945, una roca de dos metros de alto con parte del texto de la carta que el 4 de septiembre de 1545 envió Pedro de Valdivia al rey Carlos V —Samuel Román esculpió la piedra proveniente del cajón del Maipo y el cantero Agustín Letelier grabó el texto—.
Fue cónsul de Chile en Burdeos, representando al gobierno de Arturo Alessandri, entre 1921 y 1923; y publicó un total de cinco libros, uno de ellos póstumamente. Su casa, llamada «Millaray» y ubicada  en la comuna de Ñuñoa, fue un sitio de encuentro para escritores, músicos, pintores y artistas en general.
El 3 de febrero de 1943 fue miembro fundador de la Asociación Folklórica Chilena (actualmente Sociedad de Folclor Chileno) junto con Remigio Acevedo, Carlota Andrée, Camila Bari de Zañartu, María Bichón, Víctor Castro, Luis Gómez Catalán, Benedicto Chuaqui, Óscar Cortés, Ricardo Donoso, Ismael Edwards Matte, Emilia Garnham, Humberto Grez, Carlos Lavín, Gualterio Looser, Aureliano Oyarzún Navarro, Leopoldo Pizarro, Oreste Plath, Carlos S. Reed, Vicente Reyes Covarrubias, Juana Risi de Maldini, Andrés Sabella, Domingo Santa Cruz, María Luisa Sepúlveda, Raúl Silva Castro y Sady Zañartu. Se consideraron socios a todos los que asistieron a la primera reunión.

## Obras
- 1915 El hombre que anda
- 1924 XXI meditaciones
- 1926 Hirundo (ganador del premio Atenea en 1930)
- 1956 El mar trajo mi sangre (autobiografía)
- 1966 El llamado del fuego (póstumamente)